# Irakli Natriashvili
Pas d'image ? Cliquez ici

a Compétitions nationales et continentales officielles uniquement.

b Matchs officiels uniquement.
Dernière mise à jour le 26 mai 2020.
Irakli Natriashvili (en géorgien : ირაკლი ნატრიაშვილი et phonétiquement en français : Irakli Natriachvili), né le 25 janvier 1984 à Maïakovski en Union soviétique (aujourd'hui Baghdati en Géorgie), est un joueur de rugby à XV géorgien. Il joue avec l'équipe de Géorgie évoluant au poste de talonneur. Il a évolué en Top 14 au sein de l'effectif du CA Brive. Il signe en 2015 un contrat avec l'ASM Clermont en tant que joker coupe du monde durant la période de la Coupe du monde 2015, avant de rejoindre le RC Toulon en tant que joker médical.

## Biographie

### En club
- jusqu'en 2010 :  RCJ Farul Constanta
- 2010-2011 :  Armia Tbilissi
- 2011 :  AS Saint Junien
- 2011-2013 :  CA Brive
- depuis 2014 :  SC Tulle
- 2015 : joker coupe du monde à l'ASM Clermont
- 2015 : joker médical au RC Toulon

### En équipe nationale
Il dispute son premier match avec l'équipe de Géorgie le 29 avril 2006 contre l'équipe d'Ukraine.

## Statistiques en équipe nationale
- 30 sélections
- 3 essais (15 points)
- Sélections par année : 2 en 2006, 1 en 2007, 9 en 2008, 10 en 2009, 4 en 2010, 4 en 2011